# Моисеев, Сергей Васильевич
Серге́й Васи́льевич Моисе́ев (род. 6 апреля 1959, Москва, СССР) — советский футболист, нападающий. Выступал за команды «Динамо» из Москвы и Вологды, а также за «Знамя Труда».

## Карьера
Футбольную карьеру начал в московском Динамо. С 1975 году играл за дубль «бело-голубых». Всего за следующие семь сезонов провёл в составе дубля «Динамо» 95 матчей и забил 21 гол в первенстве дублёров.
В основной команде «Динамо» дебютировал в Высшей лиге 11 мая 1980 года в матче 7-го тура против минского «Динамо» (1:1), заменив после перерыва Николая Латыша. Всего в элитном дивизионе сыграл 6 матчей. 17 сентября того же года сыграл в Кубке УЕФА. На 85-й минуте матча с «Локереном» (1:1) вышел на замену вместо Валерия Матюнина.
В 1981 году перешёл в вологодское «Динамо», которое выступало во Второй лиге. За два сезона он сыграл 62 матча, забил 26 голов. Завершил спортивную карьеру в 25-летнем возрасте, выступая за «Знамя Труда».

## Достижения
- Победитель 1-й зоны Второй лиги: 1983